# 무안군의 향토문화유산
무안군의 향토문화유산은 국가지정문화재나 도지정문화재 이외에 선대로부터 전해내려와 보존가치가 있다고 인정되는 향토문화유산을 효율적으로 보호함으로써 향토 문화의 발전에 기여함을 목적으로 무안군수가 지정한다. 향토유형유산 및 향토무형유산의 지정기준은 다음과 같다.
1. 향토유형유산 : 국가 및 도지정문화재로 지정되지 아니한 유형의 문화적 소산으로서 향토사적·학술적·예술적으로 중요하여 보호할 가치가 있는 것
2. 향토무형유산 : 국가 및 도지정문화재로 지정되지 아니한 무형의 문화적 소산으로서 향토사적·학술적·예술적으로 중요하여 보호할 가치가 있는 것

## 지정 목록
| 번호 | 그림 | 명칭                     | 소재지                               | 소유자 (관리자)                | 지정·해제일자         | 비고 |
| ---- | ---- | ------------------------ | ------------------------------------ | ------------------------------ | --------------------- | ---- |
| 1호  |      | 월산사 (月山祠)          | 무안군 몽탄면 대치리 8               | 이천서씨정암공파월산사종중     | 2009년 4월 16일 지정  |      |
| 2호  |      | 우산사 (牛山祠)          | 무안군 몽탄면 사창리 1315-1          | 나주김씨우산사종중             | 2009년 4월 16일 지정  |      |
| 3호  |      | 청천사 (淸川祠)          | 무안군 청계면 청천리 488             | 달성배씨증암파종중             | 2009년 4월 16일 지정  |      |
| 4호  |      | 충효사 (忠孝祠)          | 무안군 운남면 연리 539-1             | 김성옥(사효단계재산)           | 2009년 4월 16일 지정  |      |
| 5호  |      | 동암묘 (東巖廟)          | 무안군 운남면 동암리 6               | 운남면동암마을회               | 2009년 4월 16일 지정  |      |
| 6호  |      | 도산사 (桃山祠)          | 무안군 운남면 성내리 1159-3          | 기치도                         | 2009년 4월 16일 지정  |      |
| 7호  |      | 분매사 (盆梅祠)          | 무안군 해제면 덕산리 312             | 익매사                         | 2009년 4월 16일 지정  |      |
| 8호  |      | 학산사 (鶴山祠)          | 무안군 해제면 대사리 90-1            | 함평노씨악음사                 | 2009년 4월 16일 지정  |      |
| 9호  |      | 평산사 (平山祠)          | 무안군 현경면 평산리 523-1           | 박석노                         | 2009년 4월 16일 지정  |      |
| 10호 |      | 화표정 (華表亭)          | 무안읍 성내리 317                    | 나주정씨부사공파종중           | 2009년 4월 16일 지정  |      |
| 11호 |      | 면과정 (棉瓜亭)          | 무안군 몽탄면 다산리 232             | 나주김씨감정공파종중           | 2009년 4월 16일 지정  |      |
| 12호 |      | 침계정 (枕溪亭)          | 전남 무안군 삼향읍 유교리 536-1      | 삼향면유교2리마을회            | 2009년 4월 16일 지정  |      |
| 13호 |      | 석류정 (錫類亭)          | 무안군 청계면 청계리 112             | 나주김씨공조좌랑공파종중       | 2019년 6월 21일 지정  |      |
| 14호 |      | 송백정 (松栢亭)          | 무안군 몽탄면 사천리 225-1           | 나주김씨동지공송백정파무안종중 | 2019년 6월 21일 지정  |      |
| 15호 |      | 삼왕묘 (三王廟)          | 무안군 청계면 태봉리 319             | 가락무안군김해김씨종친회       | 2019년 6월 21일 지정  |      |
| 16호 |      | 경기묘 (景基廟)          | 무안군 무안읍 고절리 1038-6 외 2필지 | 무안박씨병산시후               | 2019년 6월 21일 지정  |      |
| 17호 |      | 병산사                   | 무안군 무안읍 고절리 1037-10번지     | 무안박씨병산시후               | 2020년 12월 21일 지정 |      |
| 18호 |      | 태봉사 영모재            | 무안군 청계면 태봉리 586외 1필지     | 달성배씨 영모제파 종중         | 2020년 12월 21일 지정 |      |
| 19호 |      | 충신각                   | 무안군 삼향읍 맥포리 1205번지        | 노자명                         | 2020년 12월 21일 지정 |      |
| 20호 |      | 장춘오헌                 | 무안군 해제면 덕산리 797번지         | 노기욱                         | 2020년 12월 21일 지정 |      |
| 21호 |      | 감목관 송덕비 등         | 무안군 망운면 목동리 454-3외 3필지   | 망운면사무소 총무팀            | 2020년 12월 21일 지정 |      |
| 22호 |      | 영친왕궁 언 장비 등 비각 | 무안군 일로읍 죽산리 706-1           | 죽산3리 마을회                 | 2020년 12월 21일 지정 |      |

## 참고 문헌
- 무안군 홈페이지 - 공고/고시